# Nicholas Frankau
Nicholas Frankau (Stockport, 16. srpnja 1954.) je britanski glumac najpoznatiji po ulozi Carstairsa u britanskom sitcomu 'Allo 'Allo!.

## Vanjske poveznice
- Nicholas Frankau u internetskoj bazi filmova IMDb-u (engl.)